# Война двух королей
Война двух королей (ирл. Cogadh an Dá Rí) — военный конфликт в Ирландии между Вильгельмом III и Яковом II, длившийся с 1689 по 1691 годы. Война явилась последствием Славной революции. В английской историографии известна как Вильямитская война в Ирландии (англ. Williamite War in Ireland), либо как Якобитская война в Ирландии (Jacobite War in Ireland).
Война велась на территории Ирландии. Целью Вильгельма III было вернуть себе контроль над третьим Британским королевством, поскольку Англия и Шотландия уже признали его королём и находились под его контролем. Яков II рассчитывал на долгие боевые действия, переход театра военных действий с Ирландии в Англию и возврат себе английского трона.
Лордом-наместником Ирландии на момент Славной революции был Ричард Тальбот, герцог Тирконнелл, верный сторонник Якова II. 25 февраля 1689 года Тирконнел решился на открытый разрыв с Вильгельмом III, утвердившимся в Англии. 12 марта 1689 года в Ирландию прибыл Яков II. Французский генерал-лейтенант морских сил Шато-Рено эскортировал войска Якова II в Ирландию, где их успешно и высадил, одержав победу над английской эскадрой под командованием адмирала Артура Герберта в бухте Бентри 11 мая 1689 года.
С апреля 1689 года его сторонники осаждали город Дерри, но из-за прибытия боевых кораблей Вильгельма III 28 июля 1689 года вынуждены были снять осаду.
В сентябре 1689 года в Ирландии высадились английские войска под командованием маршала Шомберга. В кампанию 1689—1690 годов войска Шомберга заняли Каррикфергус, Ньюри, Каван, Шарлемонт. Гарнизоны либо капитулировали, либо оставляли эти крепости без боя. Но в конце сентября — октябре 1689 года войскам Якова II удалось остановить Шомберга в районе Дроэды и изолировать его войско в северной Ирландии.
Однако из-за войны цены на продовольствие в Ирландии настолько возросли, что возникла угроза голода, солдаты дезертировали из войск Якова II. Тирконнел безуспешно просил помощи у Франции.
В июне 1690 года со своими войсками в Ирландии высадился сам Вильгельм III. 1 июля в битве на реке Бойн силы Якова II были разбиты, он покинул свои войска и бежал во Францию. Но осада англичанами города Лимерика оказалась неудачной. Поэтому окончательное подавление якобитов было отложено до лета 1691 года.
12 июля 1691 года якобиты были вновь разбиты при Охриме. После Охрима остатки армии якобитов отступили в горы, где в Лимерике были сплочены Сарсфилдом. 
В октябре после непродолжительной осады якобиты сдались в Лимерике, и Сарсфилд и Хинколл 3 октября 1691 года  подписали Лимерикский договор. Договор обещал свободу вероисповедания для католиков и правовую защиту для всех якобитов, которые согласятся принести клятву верности Вильгельму и Марии, хотя поместья тех, кто был убит до договора, все еще подлежали конфискации. Также по договору все, кто служил в армии якобитов, могли эмигрировать во Францию.